# Патараки, Сергей Александрович
Сергей Александрович Патараки (28 января (9 февраля) 1860, Верхний Мамон, Павловский уезд, Воронежская губерния — 12 февраля 1919, Петроград) — российский писатель-сатирик и журналист.
Сын подполковника Александра Патараки. Первоначально, как и его брат, будущий генерал Николай Патараки, поступил на военную службу, но скоро вышел в отставку. С 1882 года жил в Санкт-Петербурге, с 1885 г. работал в журнале «Стрекоза», в 1886—1907 гг. секретарь редакции (Игорь Грабарь, дебютировавший на страницах «Стрекозы» с юношескими литературными опытами, вспоминал о Патараки как о «милом отзывчивом человеке», который «говорил по-французски, что в богемной среде юмористов было редкостью, хорошо одевался и любил прилично пожить, поесть, поиграть на бильярде и ездить по загородным увеселительным садам»). Печатал также юмористические стихи и прозаические миниатюры в журналах «Заноза», «Осколки», «Будильник» и т. д. В 1906 году выступил издателем-редактором политико-сатирического еженедельника «Злой дух», после второго номера был арестован и выслан из столицы.
Автор разнообразных юмористических сборников, в том числе «Философия нового века в оригинальных изречениях, афоризмах и парадоксах» (1901), «Похождения дачного мужа» (1903), «Тайны кокетливых будуаров» (1904), «Мемуары дамской подвязки» (1912). В 1895 году вместе с Владимиром Мазуркевичем и Михаилом Шевляковым выпустил сборник стихов «Кровь растерзанного сердца» — пародии на ранние публикации русских символистов; написанный Патараки раздел опубликован за подписью Сергей Терзаев; весь сборник — «книга-пародия, целиком написанная в духе новомодного направления и граничащая с мистификацией» — оценивается современными специалистами как довольно поверхностный и рассчитанный на невзыскательного читателя.